# Concerto pour piano no 2 de Martin
Pour les articles homonymes, voir Concerto pour piano (homonymie).
Le Concerto pour piano et orchestre no 2 est un concerto de Frank Martin. Composé en 1969 pour le pianiste Paul Badura-Skoda sur son initiative et dédié à l'Association viennoise des amis de la musique, il est créé le 27 juin 1970 au Festival de Hollande de La Haye avec Badura-Skoda au piano sous la direction de Jerzy Semkov.

## Structure
1. Con moto
2. Lento
3. Presto

- Durée d'exécution : vingt cinq minutes.